# Friedrich Fromm
Friedrich Fromm (ur. 8 października 1888 w Charlottenburgu, Cesarstwo Niemieckie, zm. 12 marca 1945 w Brandenburgu an der Havel, III Rzesza) – niemiecki wojskowy, generał pułkownik, dowódca Armii Rezerwowej. Doprowadził do klęski Zamachu 20 lipca, odmawiając udziału w nim i uniemożliwiając operację „Walkiria”, później aresztował część spiskowców i wydał na nich wyroki śmierci. Za wiedzę o planowanym puczu i niezapobiegnięcie mu sam został rozstrzelany. Weteran I i II wojny światowej.

## Życiorys
Służbę w wojsku rozpoczął w 1907 wstępując do 2. Pułku Artylerii Polowej Turyngii nr 55 w Naumburgu (Saale). W czasie I wojny światowej walczył jako żołnierz zawodowy na froncie wschodnim i zachodnim. Po zakończeniu wojny został przyjęty do Reichswehry w stopniu kapitana. Ze względu na zdolności organizacyjne Fromm latem 1927 został przydzielony do Urzędu Wojskowego Ministerstwa Reichswehry w Berlinie. Fromm pracował tu jako urzędnik budżetowy do stycznia 1933. W 1935 stanął na czele Biura Generalnego Armii (AHA) (Allgemeiner Heeresamt), na które przemianowano wcześniejszy Urząd Wojskowy. Fromm był odpowiedzialny za zasoby kadrowe i materialne armii. W czasie wojny kontrolował wymianę kadrową i materialną armii oraz jako zwierzchnik dowódców okręgów wojskowych kontrolował praktyki poborowe całego Wehrmachtu. Latem 1940 zapewnił Adolfa Hitlera, że armia zostanie przezbrojona na kampanię przeciwko Związkowi Radzieckiemu.
Wobec szybko rosnących strat i znacznego zużycia materialnego Fromm zlecił w sierpniu 1941 sporządzenie memorandum, w którym zaproponował wcześniejsze porozumienie pokojowe. Memorandum i działania szefa Naczelnego Dowództwa Wehrmachtu Wilhelma Keitela doprowadziły do pozbawienia Fromma części jego uprawnień, a od końca 1942 rozważano jego zastąpienie.
W lipcu 1944, gdy dokonano zamachu na życie Adolfa Hitlera, był dowódcą Armii Rezerwowej. Po zamachu spiskowcy chcieli go przeciągnąć na swoją stronę, ale Fromm nie dał się przekonać (dowiedział się, że Wódz przeżył zamach). Zatrzymany przez spiskowców, po uwolnieniu wziął czynny udział w represjach. Mimo to, został oskarżony o tchórzostwo (wcześniej próbowano mu udowodnić, że wiedział o spisku i mu nie przeciwdziałał) i został rozstrzelany 12 marca 1945 w więzieniu w Brandenburg-Görden.
Fromm po wojnie został zrehabilitowany przez George’a Pattona, dowódcę jednej ze stref okupacyjnych w Niemczech. Konrad Adenauer cofnął rehabilitację, ze względu na udział Fromma w egzekucjach uczestników spisku. Fromm nakazał aresztowanie spiskowców, ogłaszając wyrok kary śmierci za zdradę stanu wobec Friedricha Olbrichta, Clausa von Stauffenberga, Albrechta Mertza von Quirnheima i Wernera von Haeftena, wydany przez pospiesznie zwołany trybunał wojenny złożony z Fromma i jego podwładnych.